# Uraeginthus
Uraeginthus é um género de aves passeriformes da família Estrildidae.

## Espécies
- Peito-celeste - Uraeginthus angolensis
- Peito-celeste-de-face-carmesim - Uraeginthus bengalus
- Uraeginthus cyanocephalus
- Uraeginthus granatinus
- Uraeginthus ianthinogaster